# 胸峰類
胸峰類（きょうほう るい、学名：Carinatae、別名：深胸類［しんきょう るい］）は、（化石鳥類を含めた）鳥類の一分類群。胸骨に、飛翔筋が付く構造である竜骨突起 carina がある（先祖の場合は、あった）ことから集合体名として Carinatae の学名がある。
現在は系統学的には、「絶滅したイクチオルニスと現生鳥類の最も新しい共通祖先とその子孫」と定義される。つまり大まかに言って、イクチオルニスと、現生鳥類全てを含むグループである新鳥類からなる。ただし、復元される系統によっては他の絶滅鳥類を含むこともある。
当初は、竜骨突起のない現生鳥類であるダチョウなど平胸類は胸峰類に含めず、平胸類と胸峰類が対比させられてきた。しかし、平胸類も竜骨突起のある鳥類から進化してきたことがわかり、現在は胸峰類に含められる。

## 系統
- 鳥群 Avialae
  - †古鳥類 Archaeornithes　：始祖鳥など。
  - パイゴスティル類 Pygostylia　：広義の真鳥類。
    - †コンフキウソルニス科 Confuciusornithidae　：孔子鳥など。
    - 鳥胸類 Ornithothoraces
      - †異鳥類 Enantiornithes　：シノルニス（en）など。
      - 真鳥形類 Ornithuromorpha
        - 真鳥類 Ornithurae　：狭義の真鳥類。
          - †ヘスペロルニス類 Hesperornithes　：ヘスペロルニスなど。
          - 胸峰類 Carinatae　★
            - †イクチオルニス Ichthyornis
            - 新鳥類 Neornithes　：現生鳥類など。